# Lampanyctodes hectoris
El linternilla de Héctor (Lampanyctodes hectoris), es una especie de pez marino de la familia de los mictófidos o peces linterna, la única del género Lampanyctodes.
El nombre del género viene del griego lampas (antorcha) + nykte (noche), por la luminiscencia que produce en el agua cuando asciende durante la noche.

## Morfología
Su longitud máxima descrita es de 7'0 cm, alcanzando una edad máxima de tres años. Son luminiscentes, con hileras de fotóforos a lo largo de su cuerpo. No tiene espinas ni en la aleta anal ni en la dorsal, siendo la anal más larga que la dorsal.

## Distribución y hábitat
Es un pez marino bati-pelágico de aguas profundas, oceanódromo, que habita en un rango de profundidad desde la superficie hasta aguas de profundidad aún desconocida. Se distribuye por la zona sur oriental de los tres grandes océanos, el océano Atlántico -donde abunda en Sudáfrica-, el océano Pacífico -donde abunda en Chile- y el océano Índico -donde abunda en Australia-, entre los 13º y 43° de latitud sur.
En la primera etapa de su vida no es oceánico sino que habita la plataforma continental, donde durante la noche visita la superficie del agua, produciendo un resplandor en el agua visible por los pescadores. Los huevos son planctónicos y pueden ser recogidos en la superficie del agua.